# گیاهان دربرابر زامبی‌ها (بازی ویدئویی)
گیاهان دربرابر زامبی‌ها (به انگلیسی: Plants vs. Zombies) یک بازی ویدئویی در ژانر دفاع از برج است که شرکت پاپ‌کپ گیمز آن را توسعه داده و در مه سال ۲۰۰۹ منتشر کرده‌است. این بازی نخست برای ویندوز و مک‌اواس منتشر شد و سپس به کنسول‌ها از جمله کنسول‌های دستی و دستگاه‌های همراه انتقال یافت. بازیکن نقش یک صاحب خانه را در میان رستاخیز زامبی‌ها بازی می‌کند. بازیکن باید با نزدیک شدن گروهی از زامبی‌ها در امتداد چندین خط موازی، گیاهانی را قرار دهد تا از خانه خود دفاع کند. گیاهان به سمت زامبی‌ها شلیک می‌کنند یا با روش‌های دیگر به آن‌ها صدمه می‌زنند. خورشید واحد پول بازی است و بازیکن می‌تواند با جمع آوری آنها گیاهان گوناگونی را بخرد. اگر یک زامبی در هر مسیری به خانه برسد، بازیکن در آن سطح از بازی می‌بازد.
گیاهان در برابر زامبی‌ها را جرج فن ابتدا به‌عنوان یک دنبالهٔ دفاع-محور برای بازی خود، اینسانیکواریوم (۲۰۰۱) طراحی کرد و سپس آن را به‌عنوان یک بازی جدا توسعه داد. گیاهان در برابر زامبی‌ها از بازی‌هایی مانند سحر و جادو: گردهمایی و وارکرفت ۳: پادشاهی آشوب و همچنین فیلم خانواده سوئیسی رابینسون الهام گرفته‌است. ساخت این بازی حدود سه سال و نیم طول کشید. ریچ ورنر هنرمند اصلی بود، تاد سمپل برنامه‌نویسی بازی را بر عهده داشت و لارا شیگی‌هارا موسیقی بازی را ساخت. برای این که این بازی بتواند هم بازیکنان کژوال را جذب کند و هم بازیکنان هاردکور را، آموزش ساده‌ای برای آن طراحی شد.
گیاهان دربرابر زامبی‌ها با استقبال مثبت منتقدان مواجه شد و نامزد جوایز متعددی از جمله «بازی دانلودی سال» و «بازی استراتژی سال» به‌عنوان بخشی از جوایز گلدن جوی‌استیک سال ۲۰۱۰ شد. منتقدان سبک هنری طنز بازی، گیم‌پلی ساده اما جذاب و موسیقی متن را تحسین کردند. این بازی تبدیل به سریع‌ترین بازی ویدئویی فروخته‌شده از پاپ‌کپ گیمز شد و از بازی‌‌های دیگر آنها، بجیولد و پگل پیشی گرفت. تا سال ۲۰۱۰، بیش از یک میلیون نسخه در سراسر جهان به فروش رفت و از آن زمان به‌عنوان یکی از بهترین بازی‌های ویدئویی در تمام دوران شناخته می‌شود. در سال ۲۰۱۱، الکترونیک آرتس، پاپ‌کپ گیمز را خرید. این شرکت، جرج فن و ۴۹ کارمند دیگر را برای افزایش تمرکز بر روی بازی‌های موبایل و بازی‌های اجتماعی اخراج کرد. پس از خرید، گیاهان دربرابر زامبی‌ها با یک فرنچایز چندرسانه‌ای شامل دو دنباله مستقیم، سه بازی تیراندازی سوم شخص، دو مجموعه کتاب کمیک و دو بازی اسپین آف همراه شد که بیش‌تر آنها نقدهای مثبتی دریافت کرده‌اند.

## روند بازی

تصویری از بازی که در مرحلهٔ استخر در جریان است. زامبی‌ها از سمت راست حرکت می‌کنند تا به خانه برسند. بازیکن برای دفاع از خانهٔ خود در برابر زامبی‌ها باید گیاهان را روی زمین قرار دهد.

گیاهان دربرابر زامبی‌ها یک بازی در سبک استراتژی و دفاع از برج است که در آن بازیکن از خانه خود در برابر زامبی‌ها محافظت می‌کند. زمین بازی به یک جدول شطرنجی تقسیم شده‌است و خانه بازیکن در سمت چپ قرار دارد. بازیکن انواع گوناگونی از گیاهان را در مربع‌های جداگانهٔ جدول قرار می‌دهد. گیاهان به سبک‌های مختلفی مانند تیراندازی، انفجار و مسدود کردن مسیر از خانه دفاع می‌کنند. هر زامبی نسبت به هر گیاه، نقطه ضعف و رفتار خاصی دارد. برای مثال، «بالون زامبی» می‌تواند از بالای گیاهان پرواز کند و مانعش گیاه «کاکتوس» است که تیغ پرتاب می‌کند. «دنسینگ زامبی» که رقصنده‌هایی را در اطراف خود احضار می‌کند و «دلفین رایدر زامبی» که در آب با دلفین از روی گیاهان می‌پرد، نمونه‌های دیگری از زامبی‌ها هستند.
بازیکن می‌تواند تعداد محدودی از انواع گیاهان را از طریق کیسه‌های بذر در ابتدای هر سطح انتخاب کند و برای کاشت آن‌ها باید تعداد معینی خورشید جمع کند. خورشیدها یا از آسمان می‌آیند یا باید آن‌ها را از گیاهان خاصی مثل مانند «سان‌فلاور»، «دبل سان‌فلاور» و «سان‌فلاور ماشروم» گرفت. هر نوع گیاه در هر مکان با سرعت‌های مختلف شارژ می‌شود. برای کندن و حذف گیاهان می‌توان از بیل استفاده کرد. یک ماشین چمن‌زن، تمیزکنندهٔ استخر یا تمیزکنندهٔ سقف که همگی یک‌بار مصرف هستند، در انتهای سمت چپ هر خط قرار دارد. اگر یک زامبی به انتهای خط برسد، ماشین فعال می‌شود و تمام زامبی‌های موجود در آن خط را از بین می‌برد. اگر یک زامبی به انتهای خطی برسد که دیگر ماشینی وجود ندارد، بازیکن این سطح را می‌بازد و باید بازی را دوباره شروع کند.

### حالت ماجراجویی
حالت اصلی که حالت ماجراجویی نام دارد، شامل پنج مرحله و هر مرحله به نوبهٔ خود شامل ده سطح می‌شود. در پایان هر سطح، بازیکن یک نوع گیاه جدید هدیه می‌گیرد. پس از سطح اول مرحلۀ دوم (۱–۲)، می‌توان با ازبین‌بردن زامبی‌ها سکه جمع کرد. پس از سطح ۴–۳، سکه‌ها را می‌توان در فروشگاهی به‌نام توییدی‌دینکیسِ دِیو دیوانه خرج کرد که در واقع صندوق‌عقب ماشین مردی به‌نام دیو دیوانه (صاحب خانه) است. این فروشگاه دارای چندین کیسهٔ بذر ویژه برای ارتقای گیاهان، چند ابزار باغبانی و چند نهال و گلدان برای «زِن گاردِن» است. «زن گاردن» پس از سطح ۴–۵ باز می‌شود. بازیکن می‌تواند در آنجا نهال‌های ماکتی بکارد، آن‌ها را آبیاری کند و همزمان با رشد نهال‌ها، آن‌ها را بارور سازد. نهال‌های جدید را گاهی می‌شود از کشتن زامبی‌ها به‌دست آورد یا از فروشگاه خریداری کرد؛ متقابلاً، نهال‌ها به بازیکن پول می‌دهند. سطح پنجم هر مرحله، یک مینی‌گیم است که در آن اغلب یک تسمه نقاله گیاهان مختلفی را به صورت اتوماتیک برای بازیکن فراهم می‌کند. سطح دهم هر مرحله یک مینی‌گیم مشابه است. مراحل اول، سوم و پنجم در روز و مراحل دوم، چهارم و مبارزه با دکتر ادگار جرج زامباس (غول آخر) در شب اتفاق می‌افتد.
در شب، چون خورشید دیگر از آسمان نمی‌آید، به بازیکن توصیه می‌شود که به‌دلیل هزینهٔ کمتر از قارچ به‌جای گیاهان استفاده کند. مرحلهٔ سوم و چهارم در حیاط خلوت خانه اتفاق می‌افتد و زمین بازی به شش خط تقسیم می‌شود (برخلاف پنج خط معمول) که دو خط میانی آن در استخر است. بیشتر گیاهان را نمی‌توان مستقیم در آب کاشت و باید از برگ‌های شناوری به‌نام «لیلی پد» استفاده کرد. در مرحله چهارم، بیشتر چمن را مه می‌پوشاند. مرحلهٔ پنجم در پشت بام خانه اتفاق می‌افتد. به‌دلیل شیب پشت بام، بازیکن باید به‌جای گیاهان شلیک‌کننده از گیاهان منجنیق‌دار استفاده کند.
آخرین سطح حالت ماجراجویی (۱۰–۵)، ستیز با دانشمندی شرور به‌نام «دکتر زامباس» است. زامباس با رباتش که «زامبات» نام دارد، گیاهان بازیکن را ازبین می‌برد و همچنین واگن‌هایی را به سمت آن‌ها پرتاب می‌کند. این ربات می‌تواند با ایجاد توپ‌های آتشین و یخی، گل‌ها و حتی زامبی‌های هر خط را نابود کند. بازیکن می‌تواند با کمک گیاهانی مانند «هالوپینو» جلوی توپ‌های یخی ربات را بگیرد و به‌کمک «آیس-شروم» با توپ‌های آتشین ربات مقابله کند. پس از تکمیل حالت ماجراجویی، بازیکن می‌تواند آن را دوباره از اول آغاز کند، این بار با گیاهانی که در طول بازی قبلی باز شده‌اند و با سه گیاه برای شروع هر سطح که به طور تصادفی انتخاب می‌شوند.

### دیگر حالت‌ها
سه حالت اضافی بازی که مینی‌گیم، معما و بقا نام دارند، پس از تکمیل حالت ماجراجویی فعال می‌شوند. در حالت مینی‌گیم، بیست مینی‌گیم با چالش‌های گوناگون برای بازیکن در نظر گرفته شده‌است که در آن‌ها باید ترفندهای خاصی را به‌کار برد. در این سطوح، اغلب انواعی از تسمه نقاله‌ها گیاهان خاصی را به بازیکن می‌دهند. در حالت معما، بازیکن به دو نوع سطح «گلدان‌شکن» و «آی، زامبی» دسترسی دارد. در سطوح «گلدان‌شکن»، بازیکن چند گلدان را می‌شکند که هر کدام دارای یک گیاه یا یک زامبی است. سطح زمانی به پایان می‌رسد که تمام گلدان‌ها شکسته و همهٔ زامبی‌ها نابود شوند. در حالت «آی، زامبی»، این بار بازیکن در نقش زامبی‌ها وظیفه دارد که گیاهان را نابود کند و مغزهایی که در انتهای هر خط قرار داده شده‌اند را بخورد. هنگامی که زامبی‌ها گیاهان را ازبین ببرند، از آن‌ها خورشید بیرون می‌آید. از این خورشیدها برای قرار دادن زامبی‌ها در زمین بازی استفاده می‌شود. حالت بقا دارای سطوحی است که سختی آن‌ها بسیار افزایش یافته و بین هر حملهٔ زامبی‌ها، فرصت انتخاب گیاه وجود دارد.

## توسعه

### مفهوم

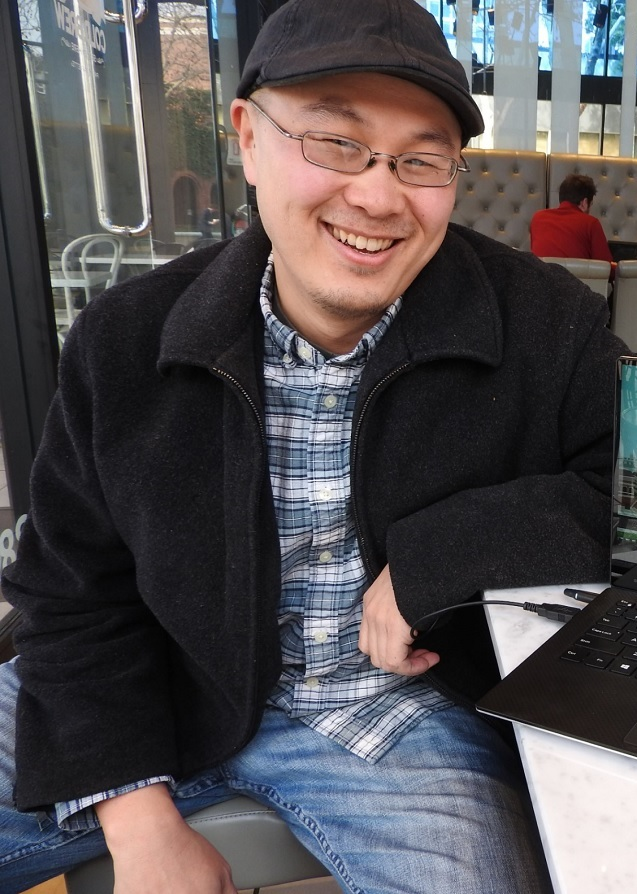
جرج فن (تصویر سال ۲۰۱۸) خالق و طراح بازی گیاهان دربرابر زامبی‌ها است.

جرج فن مسئولیت طراحی بازی را بر عهده داشت و در آغاز قرار بود که گیاهان دربرابر زامبی‌ها دنباله‌ای برای بازی اینسانیکواریوم باشد. جرج فن با دیدن مادهای وارکرفت ۳: پادشاهی آشوب تصمیم گرفت که این دنباله را به یک بازی در ژانر دفاع از برج تبدیل کند. فن دنباله‌ای از اینسانیکواریوم را برای نینتندو دی‌اس درنظر داشت. این دنباله به این شکل بود که دو مخزن وجود دارد. در مخزن پایینی تولید منابع انجام می‌شود و در مخزن بالایی دربرابر بیگانگان مهاجمی که می‌خواهند به مخزن پایینی نفوذ کنند، دفاع صورت می‌گیرد. سرانجام، با الهام از برج‌های وارکرفت ۳، فن احساس کرد که با گیاهان می‌توان ساختارهای دفاعی خوبی ساخت. او می‌خواست که مفاهیم جدیدی به این ژانر اضافه کند و معتقد بود این که دشمنان در بازی هیچ وقت به خود برج‌ها حمله نمی‌کنند، غیرمنطقی است. برای همین، او شروع به طراحی زمینی با پنج و شش ردیف کرد که بعداً در بازی نهایی به‌کار رفت. دشمنان در ابتدا بیگانگان اینسانیکواریوم بودند، اما در حین طراحی فن به چیزی رسید که آن را «زامبی بی‌نقص» دانست. پس از آن، طراحی دوباره از سر گرفته شد. فن از زامبی‌ها به جای بیگانگان استفاده کرد تا بازی را از دیگر بازی‌های ویدئویی که دربارهٔ گیاهان بودند، متمایز کند.
اینسانیکواریوم به‌طور قابل توجهی بر توسعهٔ گیاهان دربرابر زامبی‌ها تأثیر گذاشت. این دو بازی در کل شباهت‌های بسیاری داشتند؛ برای نمونه، در هر دو می‌توان «تغذیهٔ قطره‌ای» حیوانات خانگی و گیاهان یا انتخاب حیوانات خانگی و گیاهان در ابتدای هر سطح را دید. فن همچنین از فیلم خانوادهٔ سوئیسی رابینسون الهام گرفت که در آن خانواده‌ای از خود و خانهٔ خود در برابر دزدان دریایی محافظت می‌کنند. بازی سحر و جادو: گردهمایی یکی دیگر از منابع الهام او بود که قبلاً آن را با دوست دخترش، لارا شیگی‌هارا، بازی کرده بود. او از انتخاب آزادانهٔ کارت‌ها الهام گرفت و از آن برای انتخاب کیسه‌های بذر استفاده کرد. البته ایدهٔ اصلی او استفاده از تسمه نقاله بود که فقط در چند سطح به‌کار رفت. استفاده از چند گیاه در یک خط از بازی قدیمی تپر الهام گرفته شده بود.
زمانی که در بازی از بیگانگان استفاده می‌شد، نام بازی «ویدلینگز» به معنای «علف‌های هرز» بود. اما فن فکر می‌کرد که این نام مناسب نیست زیرا در آن زمان بازی‌های ویدئویی زیادی با موضوع باغبانی منتشر می‌شدند. پس از تغییر دشمنان، نام بازی نیز به گیاهان دربرابر زامبی‌ها تغییر کرد. نام دیگری که قرار بود برای این بازی انتخاب شود «چمن مردگان» براساس فیلم طلوع مردگان به کارگردانی جرج رومرو بود. رومرو اجازهٔ استفاده از این نام را نداد، حتی پس از دریافت ویدئویی از فن که لباس یک زامبی غرغرو به‌نام «زامبی تِمپ وُرکِر» را پوشیده بود. افزون بر این‌ها، نام‌های دیگری از جمله «رزیدنتیال ایول» و «بلوم اند دوم» مطرح بود که دومی برای مارک کیسه‌های بذر انتخاب شد.

### طراحی
در ابتدا، جرج فن گیاهان دربرابر زامبی‌ها را به‌تنهایی طراحی می‌کرد. از آنجا که فن یک کارمند تمام وقت در پاپ‌کپ گیمز بود، شرکت تصمیم گرفت که یک تیم کوچک متشکل از از یک آهنگساز (لارا شیگی‌هارا)، یک برنامه‌نویس (تاد سِمپل) و یک طراح هنری (ریچ وِرنر) بسازد. فن در سان فرانسیسکو مستقر بود و ورنر در سیاتل حضور داشت. استفن ناتلی به‌عنوان نویسندهٔ گیاهان در برابر زامبی‌ها شناخته می‌شود. او توضیحات تکمیلی دربارهٔ گیاهان و زامبی‌ها را در کتاب راهنمای بازی نوشته‌است. در آن زمان، فن فهمید که کار در تیم‌های کوچک آسان‌تر از کار در تیم‌های بزرگ است. طبق مصاحبه‌ای با مجلهٔ اج، فن در حین جستجوی یک طراح هنری، ریچ ورنر را پیدا کرد که کارش با طراحی‌های فن مطابقت داشت. فن معتقد بود که جذابیت طراحی به طرح انیمیشن آن مربوط است. تاد سمپل استفاده از ادوبی فلش را پیشنهاد کرد اما فن نگران بود که انیمیشنی شبیه ساوت پارک، «بریده از کاغذ» بشود؛ در هر صورت او راضی بود و روی استعداد سمپل و ورنر حساب می‌کرد. گیاهان دربرابر زامبی‌ها از پاپ‌کپ فریم‌ورک که موتور اختصاصی پاپ‌کپ بود استفاده می‌کرد. فن هر چهار ماه یکبار به‌روزرسانی‌های گیاهان دربرابر زامبی‌ها را در انجمن داخلی پاپ‌کپ گیمز که بوریتو نام داشت، ارسال می‌کرد. بوریتو جایی بود که فن بازخورد کارمندان پاپ‌کپ را بررسی می‌کرد.
گیاهان دربرابر زامبی‌ها نخست به‌عنوان دنبالهٔ اینسانیکواریوم ساخته شد و فن می‌خواست بازی‌ای بسازد که در آن بیگانگان به باغ بازیکن حمله کنند. در اصل، قصد او ساخت یک بازی باغبانی بود که در آن گیاهان به‌عنوان سرمایه‌ای برای دفاع دربرابر تهاجم بیگانگان رشد می‌کردند. پس از اینکه فن «زامبی بی‌نقص» را ساخت، دشمنان از بیگانگان به زامبی تبدیل شدند. او دفاع و نگهداری همزمان از باغ را اصلاح کرد زیرا می‌پنداشت که باغبانی کاری تکراری است که بازی را از گیم‌پلی اصلی منحرف می‌کند. فن با ساده‌سازی سیستم باغبانی، جنبه‌های اصلی بازی را از نو ساخت تا بهتر با سبک دفاع از برج تطبیق یابد و بعدها عناصر بیشتری را با الهام از بازی‌های دیگر به آن افزود. فن از ایدهٔ دفاع گیاهان علیه زامبی‌ها خوشش آمده بود، زیرا گیاهان و زامبی‌ها دو گونهٔ متفاوت و متمایز بودند و هیچ توسعه‌دهندهٔ دیگری هنوز از چنین ترکیبی استفاده نکرده بود. گیاهان نقش برج‌ها را داشتند و به‌عنوان سپر دفاعی عمل می‌کردند. در نسخهٔ نهایی بازی، زامبی‌ها در ردیف‌های پنج تا شش‌تایی زمین حرکت می‌کردند که به زامبی‌های دشمن اجازه می‌داد تا با گیاهان مدافع، زد و خورد داشته باشند؛ این چیزی بود که فن حس می‌کرد باعث خاص بودن بازی می‌شود. در واقع همین سازوکار گیاهان دربرابر زامبی‌ها بود که آن را از دیگر بازی‌های آن زمان، متمایز می‌کرد.
ساخت گیاهان در برابر زامبی‌ها سه سال‌ونیم زمان برد. بیشتر سال نخست صرف توسعهٔ حالت ماجراجویی شد. سمپل شروع به کار بر روی ایده‌هایی کرد که بعدها برای حالت مینی‌گیم استفاده شد. برخی از ایده‌های حالت معمایی اصلاح و به حالت ماجراجویی منتقل شدند؛ برای مثال «گلدان شکن» و «آی، زامبی» برای حالت مینی‌گیم آماده شدند. در طول ساخت، فن فهمید که حالت‌های مینی‌گیم و معمایی باعث کاهش تمرکز بر حالت ماجراجویی می‌شود، بنابراین او حالت‌های اضافی بازی را قفل کرد که برای بازکردن آن‌ها نیاز به پیشرفت در حالت ماجراجویی بود. پس از آن، فن ''گیاهان دربرابر زامبی‌ها'' را آزمایش می‌کرد و یادداشت‌هایی برای بهبود بازی به سمپل می‌فرستاد. در واپسین سال توسعه، تیم مشغول تنظیم بازی بود.
یکی از جنبه‌های حیاتی توسعه، طراحی گیاهان دربرابر زامبی‌ها برای ایجاد تعادل بین بازیکنان کژوال و هاردکور بود. فن، بازی را طوری طراحی کرد که آموزش بازی در طول بازی کردن انجام شود و یادگیری آن برای بازیکنان کژوال ساده باشد. به این منظور، پیام‌های راهنماییِ اغلب کوتاهی برای درون بازی در نظر گرفته شد و همین‌طور بیشتر صحبت‌های دِیو دیوانه نیز با هدف بهبود یادگیری منظور گردید. برای نمونه، پیامی به بازیکن می‌گوید که «پی‌شوتر» را معمولاً باید در سمت چپ قرار داد تا خورده نشود. همچنین تیم توسعه فهمید که بازیکنان تازه‌وارد به سبک استراتژی هم‌زمان، اهمیت جمع‌آوری خورشید را نمی‌دانند؛ بنابراین قیمت «سان‌فلاور» به نصف کاهش یافت که این امر بازیکن را تشویق می‌کرد تا آن‌ها را به‌جای گیاهانی که فقط دفاع می‌کنند بخرد. این تغییر باعث دگرگونی ساختار تعادل بین گیاهان و زامبی‌ها شد که فن گفت ارزش تلاشش را داشت.

### شخصیت‌ها
در آغاز توسعهٔ گیاهان دربرابر زامبی‌ها، بیشتر زمان صرف ایده‌هایی برای شخصیت‌ها می‌شد. فن عمداً بیشتر گیاهان و زامبی‌ها را براساس ویژگی و عملکردهای آنان نامگذاری می‌کرد - برای نمونه، «پی‌شوتر» پرتابه‌هایی شلیک می‌کند. همهٔ گیاهان در جای خود ثابت هستند ولی همهٔ زامبی‌ها به‌آرامی در مسیر خود حرکت می‌کنند تا بازیکن معمولی بداند که برج‌ها (گیاهان ریشه‌دار) توانایی حرکت ندارند ولی مهاجمان (زامبی‌های بدون درک و شعور) می‌توانند به آرامی حرکت کنند. تفاوت زیادی بین طرح‌های نهایی زامبی‌ها و گیاهان از زمان ساخت بازی وجود ندارد. دِیو دیوانه تقلیدی از یکی از آشنایان فن بود و فن شخصاً صداگذاری او را عهده داشت.
نسخهٔ نهایی بازی دارای ۴۹ نوع گیاه است. فن علاقهٔ زیادی به «تال-نات»، «تورچ‌وود» و «کاب کانُن» دارد. او شخصیت «تال-نات» را دوست داشت و به اشکی که پس از خورده‌شدن می‌ریزد اشاره می‌کرد. از نظر استراتژی، او می‌خواست که بازیکن با «تورچ-وود» که به «پی‌شوتر» در شعله‌ور کردن گلوله کمک می‌کند، نحوهٔ تعامل گیاهان با یکدیگر را یاد بگیرد. همچنین فن به «اسکواش» علاقه داشت و به‌واسطهٔ اسمش، او وظیفهٔ لِه کردن زامبی‌ها را داشت. یک گیاه پیشنهادی برای محافظت از گیاهان درمقابل زامبی‌های «بانجی» و «کاتیپِلت» وجود داشت اما تجسم موقعیت این گیاه دشوار بود. سرانجام گیاهی به‌نام «آمبرلا لیف» با سری شبیه چتر طراحی شد که از گیاهان دربرابر حملات زامبی‌های «بانجی» و «کاتیپِلت» محافظت کند. بسیاری از گیاهان هم بودند که از نظر هنر مفهومی، ظرفیت حضور در بازی را داشتند اما در نسخهٔ نهایی گیاهان دربرابر زامبی‌ها به‌کار نرفتند.
گیاهان دربرابر زامبی‌ها دارای ۲۶ نوع زامبی است. زامبی موردعلاقهٔ فن «دکتر زامباس» بود. تیم یک ماه کامل را صرف طراحی مبارزه با او در پایان بازی کرد. فن «پل ولتینگ زامبی» را به‌خاطر اولین برخورد سرگرم‌کننده‌اش با بازیکن دوست داشت. «پل ولتینگ زامبی» می‌تواند با میله از روی موانع بپرد اما با وجود «وال-نات»، نمی‌تواند از او عبور کند. «نیوزپِیپِر زامبی»، یکی دیگر از زامبی‌های موردعلاقهٔ فن بود. نخستین طرحی که برای آن ارائه شد، یک زامبی سادهٔ روزنامه‌به‌دست بود، ولی ورنر او را تبدیل به زامبی کرد که در توالت روزنامه می‌خواند. برادر فن از او پرسید که آیا زامبی را از روی پدرشان ساخته‌است - که اغلب روزنامه را در توالت می‌خواند - و فن در پاسخ می‌گوید که چنین قصدی نداشته‌است. «دنسینگ زامبی» در آغاز شبیه به مایکل جکسون در نماهنگ «تریلر» بود. این زامبی پیش از مرگ مایکل جکسون در بازی حضور داشت اما پس از مرگ او با حضورش مخالفت شد. پاپ‌کپ آن را با یک زامبی عادی رقصندهٔ دیسکو جایگزین کرد. طرح‌های بسیاری از دیگر زامبی‌ها وجود داشت که در طول توسعه بسیاری از آن‌ها متوقف شدند.

### موسیقی متن
لارا شیگی‌هارا آهنگساز موسیقی متن گیاهان دربرابر زامبی‌ها است. او در این موسیقی از برخی عناصر موسیقی پاپ و چیپ‌تیون استفاده کرده‌است. پیش از شروع بازی، فن از شیگی‌هارا خواست که موسیقی متن بازی را بسازد زیرا او موسیقی شیگی‌هارا را می‌ستود. او از موسیقی متن‌های دنی اِلفمن و طیف گسترده‌ای از دیگر سبک‌های موسیقی الهام گرفت. شیگی‌هارا از سوینگ و سازهای کوبه‌ای گروه مارش و ضرب‌های تکنو با صداهای «ارگانیک» استفاده کرد. کی.جی. دانلی، پژوهشگر موسیقی متن، این موسیقی را «واضح» و «کارتونی» تلقی کرد؛ او خاطرنشان کرد که این موسیقی به‌صورت پویا به گیم‌پلی مرتبط نیست، اما در عوض به‌طور مستقل خوب عمل می‌کند. او همچنین به طراحی موسیقی متن به سبکی پیش‌رونده اشاره کرد که «به موازات باز شدن بازی» اجرا می‌گردد.
شیگی‌هارا این موسیقی را «خوفناک و در عین حال احمقانه» توصیف کرد. او با بررسی مراحل شبانه، توضیح داد که این موسیقی از ترکیب ضربات سوینگ بیگ بند با «چند ملودی ترسناک و جدی» ساخته شده‌است. ترانه‌های «لون‌بون» و «بِرینیاک مینیاک» در اواخر تولید نوشته شده‌اند. شیگی‌هارا گفت که این‌ها آهنگ‌هایی واکنشی بودند که او وقتی دوبار گیاهان دربرابر زامبی‌ها را بازی کرد اقدام به ساخت آن‌ها کرد. شیگی‌هارا آهنگساز و اجراکنندهٔ تیتراژ بازی به‌نام «زامبی‌ها در چمنزارتان» است. این موسیقی از آهنگ هنوز زنده‌است - که در پایان بازی پورتال (بازی ویدئویی) پخش می‌شود - الهام گرفته شده بود. ترانه‌های گیاهان دربرابر زامبی‌ها سرانجام به‌عنوان بخشی از یک آلبوم موسیقی متن قابل‌دانلود منتشر شدند.

## تبلیغات و عرضه
در ۱ آوریل ۲۰۰۹، پاپ‌کپ برای تبلیغ گیاهان در برابر زامبی‌ها، نماهنگ «زامبی‌ها در چمنزارتان» را منتشر کرد. در آغاز بسیاری از گیمرها فکر می‌کردند که این دروغ اول آوریل است. سخنگوی پاپ‌کپ، گارث شوتو، در مصاحبه‌ای با آی‌جی‌ان فاش کرد که این بازی به زودی برای رایانه‌های شخصی و مک منتشر خواهد شد. در ۲۲ آوریل ۲۰۰۹، پاپ‌کپ تریلر رسمی بازی را در یوتیوب منتشر کرد. پاپ‌کپ گیمز یک نسخهٔ آزمایشی از بازی را در ۴ مه ۲۰۰۹ منتشر کرد که تا ۳۰ دقیقه اجازه بازی می‌داد. گیاهان دربرابر زامبی‌ها در ۵ مه ۲۰۰۹ به‌طور رسمی برای رایانه‌های شخصی و مک منتشر شد. یک نسخهٔ رایگان ادوبی فلش از گیاهان دربرابر زامبی‌ها در ۲۳ سپتامبر ۲۰۰۹ عرضه و جایگزین نسخهٔ آزمایشی شد که در آن بازیکن می‌توانست تا سطح ۴–۳ بازی کند.
نسخهٔ بازی سال در ۱۱ ژوئیه ۲۰۱۰ منتشر شد. این نسخه در ۱۱ اوت ۲۰۱۰ در استیم دردسترس قرار گرفت. هر کسی که قبلاً بازی را خریده بود می‌توانست آن را به‌صورت رایگان به نسخهٔ جدید به‌روزرسانی کند. نسخهٔ بازی سال دارای ویژگی «زامباتار» است که با استفاده از آن می‌توان چهرهٔ زامبی را سفارشی‌سازی کرد. این نسخه همچنین از استیم کلود پشتیبانی می‌کند، که به بازیکن اجازه می‌دهد به داده‌های بازی از چندین رایانه دسترسی داشته باشد.

### نسخه‌های تلفن همراه
در طی اعلامیه‌های پاپ‌کپ گیمز مشخص شد که این بازی پس از رایانه‌های شخصی به تلفن‌های همراه نیز راه پیدا می‌کند. در اوت ۲۰۰۹، آی‌جی‌ان اعلام کرد که نسخهٔ آی‌فون گیاهان دربرابر زامبی‌ها منتشر می‌شود. در فوریه ۲۰۱۰ تاریخ انتشار پورت آن از طریق تریلری در یوتیوب آی‌جی‌ان معرفی شد و این نسخه رسماً در ۱۵ فوریه ۲۰۱۰ منتشر گردید. این پورت شامل یک رابط کاربری تغییریافته و یک حالت پخش سریع برای کاربران آی‌فون بود که به بازیکن اجازه می‌داد در هر مرحله‌ای از حالت ماجراجویی بازی کند. در این نسخه، حالت‌های مینی‌گیم، معما و بقا حذف شده بودند.
در مارس ۲۰۱۰، یک وبلاگ فناوری به‌نام «پَدگجِت»، پورت‌های لو رفته از جمله پورت گیاهان دربرابر زامبی‌ها را پیدا کرد. پورت آی‌پد بازی نیز با نام گیاهان دربرابر زامبی‌ها اِچ‌دی، در ۵ آوریل ۲۰۱۰ منتشر شد. این پورت از ۱۱ حسگر لمسی آی‌پد استفاده می‌کند و حالت بقا و مینی‌گیم در آن دردسترس است. همچنین یک مینی‌گیم ویژهٔ آی‌پد به‌نام «باتِرد پاپ‌کورن» وجود دارد. بعداً به‌روزرسانی‌های متعددی برای آی‌اواس عرضه شد که ویژگی‌های جدیدی از جمله «زِن گاردن»، مینی‌گیم‌های جدید و چند دستاورد اضافه به بازی افزوده شد.
در مه ۲۰۱۱، پاپ‌کپ گیمز رسماً اعلام کرد که بازی چازل و گیاهان دربرابر زامبی‌ها تا دو هفتهٔ آینده در آمازون اپ‌استور دردسترس خواهد بود. هر دو بازی در روز نخست رایگان بودند ولی پس از آن پولی شدند و ۲٫۹۹ دلار هزینهٔ هر کدام بود. در ۳۱ مه ۲۰۱۱، گیاهان دربرابر زامبی‌ها وارد آمازون اپ‌استور شد. در دسامبر ۲۰۱۱، پاپ‌کپ گیمز اعلام کرد که گیاهان دربرابر زامبی‌ها و پگل از طریق اندروید مارکت نیز عرضه خواهند شد. این بازی در ۱۵ دسامبر ۲۰۱۱ برای گوگل پلی منتشر شد.
گیاهان دربرابر زامبی‌ها برای دیگر سکوهای موبایل هم منتشر شد. در ۲۳ ژوئن ۲۰۱۱، این بازی برای ویندوز فون به‌عنوان بخشی از ایکس‌باکس لایو منتشر شد. گیاهان دربرابر زامبی‌ها در ۱۴ نوامبر ۲۰۱۱ و ۳۰ ژانویه ۲۰۱۳ به ترتیب برای کیندل فایر و بلک‌بری ۱۰ عرضه شد. گیاهان دربرابر زامبی‌ها بعداً برای تبلت بلک‌بری پلی‌بوک در دسترس قرار گرفت. این بازی در ۱۴ نوامبر ۲۰۱۲ برای نوک اچ‌دی و نوک اچ‌دی+ نیز منتشر شد.

### نسخه‌های کنسول
در ژوئیه ۲۰۱۰ اعلام شد که قرار است گیاهان دربرابر زامبی‌ها برای ایکس‌باکس ۳۶۰، هم به‌طور مستقل و هم به‌عنوان بخشی از یک بسته، همراه پگل و زوما منتشر شود. این بازی در ۸ سپتامبر ۲۰۱۰ در ایکس‌باکس لایو برای ایکس‌باکس ۳۶۰ عرضه شد. برای راحتی استفاده از دستهٔ ایکس‌باکس ۳۶۰، مکان‌نما بر روی زمین چمن قرار گرفت و جمع‌آوری خورشیدها از روی سطح زمین چمن انجام شد. این پورت همچنین دارای «حالت وِرسِز»، «حالت کو-اُپ» و سطح جدیدی در حالت مینی‌گیم بود. «حالت ورسرز» دو نفره بود که نفر اول نقش گیاهان و نفر دوم نقش زامبی‌ها را بازی می‌کرد. نفر دوم هدفش رسیدن به خانه بود و نفر اول باید تلاش می‌کرد که سه زامبی از پنج زامبی نفر دوم را بُکُشد. در ۲۸ ژانویه ۲۰۱۱ پورت گیاهان دربرابر زامبی‌ها در شبکه پلی‌استیشن برای کنسول پلی‌استیشن ۳ معرفی شد. این پورت در ۸ فوریه ۲۰۱۱ عرضه شد و سونی آنلاین انترتینمنت انتشار آن را به‌عهده گرفت.
پورت نینتندو دی‌اس گیاهان دربرابر زامبی‌ها در اوت ۲۰۱۰ معرفی شد. این پورت در ۱۸ ژانویه ۲۰۱۱ در آمریکای شمالی و در ۶ مه ۲۰۱۱ در اروپا و استرالیا منتشر شد. این پورت دارای ویژگی «زامباتار»، «حالت ورسز» و همچنین چهار مینی‌گیم انحصاری جدید بود. در ۱۴ مارس ۲۰۱۱، پورت دی‌اس‌آی‌ویر در آمریکای شمالی و در ۶ مه ۲۰۱۱ در اروپا و استرالیا عرضه شد. نسخهٔ دی‌اس‌آی‌ویر فقط حالت ماجراجویی و مینی‌گیم را داشت. سطوح حالت مینی‌گیم دی‌اس‌آی‌ویر دارای چهار سطح انحصاری نینتندو دی‌اس و سطح جدیدی به‌نام «زامبی تِرَپ» بود.
پورت پلی‌استیشن ویتا در دسامبر ۲۰۱۱ معرفی شد. این پورت در ۲۱ فوریه ۲۰۱۲ در آمریکای شمالی و در ۲۲ فوریه ۲۰۱۲ همزمان با اولین عرضه کنسول در اروپا منتشر شد که سونی آنلاین انترتینمنت ناشر آن بود. پورت به بازیکن اجازه می‌دهد که از صفحهٔ لمسی یا دسته‌های بازی استفاده کند. همچنین می‌توان با تکان دادن پلی‌استیشن ویتا خورشیدها را جمع کرد. برخلاف دیگر نسخه‌های کنسول، در این بازی حالت دونفره‌ای وجود ندارد.

## بازخورد
| گردآورنده | امتیاز |
| --------- | --- |
| متاکریتیک | پی‌سی: ۸۷/۱۰۰ آی‌اواس: ۹۲/۱۰۰ آی‌اواس (آی‌پد): ۹۳/۱۰۰ اکس۳۶۰: ۸۹/۱۰۰ دی‌اس: ۸۱/۱۰۰ دی‌اس (دی‌اس‌آی‌ویر): ۷۳/۱۰۰ پی‌اس۳: ۸۵/۱۰۰ پی‌اس ویتا: ۷۷/۱۰۰ |

| ناشر        | امتیاز                                 |
| ----------- | -------------------------------------- |
| وان‌آپ.کام   | A−                                     |
| دستراکتید   | ۱۰/۱۰                                  |
| اج          | ۹/۱۰                                   |
| یوروگیمر    | ۹/۱۰                                   |
| گیم‌پرو      | [ ۱۰۸ ]                                |
| گیم‌اسپات    | پی‌سی: ۸٫۵/۱۰ اکس۳۶۰: ۸٫۵/۱۰ دی‌اس: ۸/۱۰ |
| گیم‌اسپای    | [ ۱۲ ]                                 |
| گیمز ریدار+ | پی‌سی: · پی‌اس ویتا:                     |
| گیم‌زبو      | [ ۱۱۲ ]                                |
| آی‌جی‌ان      | ۹/۱۰ دی‌اس: ۸/۱۰                        |

### فروش
در ۲۰ مه ۲۰۰۹، بازی گیاهان دربرابر زامبی‌ها تبدیل به پرفروش‌ترین و سریع‌ترین بازی فروخته‌شده از سوی پاپ‌کپ گیمز شد که از بازی‌های پیشین پاپ‌کپ مانند بجیولد و پگل پیشی گرفت. در کنفرانس توسعه‌دهندگان بازی ۲۰۱۰ چین، جیمز گورتزمن، نایب رئیس بخش آسیا/اقیانوسیه پاپ‌کپ گیمز، اعلام کرد که این بازی ۱٫۵ میلیون نسخه در جهان فروخته‌است. فن تخمین زد که نصف خریدها از سوی بازیکنان هاردکور بوده‌است. لری هریب، مدیر برنامه‌نویسی ایکس‌باکس لایو، گزارش داد که گیاهان دربرابر زامبی‌ها سیزدهمین بازی پرفروش سال ۲۰۱۱ در سرویس ایکس‌باکس لایو آرکید بود. گیاهان دربرابر زامبی‌ها به‌ویژه در اپ استور موفق ظاهر شد. به‌گفتهٔ پاپ‌کپ، نسخهٔ آی‌اواس بازی گیاهان دربرابر زامبی‌ها در ۹ روز نخست بیش از ۳۰۰٬۰۰۰ نسخه فروش و بیش از ۱ میلیون دلار درآمد ناخالص داشت. این بازی دربین بازی‌های موبایل، از نظر فروش و درآمد، در جایگاه یکم قرار گرفت تا اینکه پس از ۹ روز از انتشارش این جایگاه را واگذار کرد. از آوریل ۲۰۱۶، حدود ۹ میلیون نسخه در پلتفرم‌های آی‌اواس دانلود شده‌است.

### بررسی‌های انتقادی
گیاهان دربرابر زامبی‌ها نقدهای مثبتی دریافت کرد. به نقل از به متاکریتیک، تنها نسخهٔ بازی که «بررسی‌های کلی مثبت» یا «تحسین جهانی» را به‌دست نیاورد، نسخهٔ دی‌اس‌آی‌ویر بود که «بررسی‌های مختلط یا متوسط» را گرفت. از آن زمان به‌عنوان یکی از بهترین بازی‌های ویدئویی در تمام دوران به‌شمار می‌رود. برخی منتقدان، مکانیسم اصلی بازی را ساده ولی خود بازی را چالش‌برانگیز می‌دانستند. تام فرانسیس از گیمزریدار+ گفت که گیاهان دربرابر زامبی‌ها بخاطر سهولت یادگیری بازی در قسمت‌های نخست، سطحی و معمولی به نظر می‌آمد. او تصریح کرد: «هیچ چیز عادی‌ای در مورد ۳۰ ساعت لعنتی که ما به‌طور مؤثر مشغول باغبانی بودیم وجود نداشت.» سث شیسل از نیویورک تایمز گفت که کودکان و بزرگسالان به‌طور یکسان از گیاهان دربرابر زامبی‌ها لذت خواهند برد؛ هر چند که برخی مخالف بودند. ویرایشگر گیم‌اسپات، کریس واترز گفت: «کهنه‌سربازان [سبک] دفاع از برج باید اقدامات ساده و آشنای زیادی را تحمل کنند تا به یک چالش واقعی برسند، و ممکن است انتظار برای برخی بسیار طولانی باشد.» تائه کیم از گیم‌پرو گفت که دربارهٔ گیاهان دربرابر زامبی‌ها به‌طور مشخص نمی‌شود گفت که سخت است یا آسان، حتی با وجود این که «جزو آن دسته بازی‌های وحشتناک است» هرگز مجبور نشد که بازی را از نو شروع کند. جان واکر از وبگاه راک، پیپر، شات‌گان گفت که دشواری بازی گاهی مصنوعی به نظر می‌رسد.
کریس واترز، ویرایشگر گیم‌اسپات، علیرغم انتقاد از سختی بازی، گیاهان دربرابر زامبی‌ها را به‌دلیل معرفی گیاهان جدیدی که بازی را تازه نگه می‌دارد، تحسین کرد. کریستین دانلان، ویرایشگر یوروگیمر تأیید کرد و گفت: «هر زامبی بازیکن را به چالش می‌کشد و هر گیاه جدید امکان یک راهبرد جدید را فراهم می‌کند.» بسیاری از منتقدان گیاهان دربرابر زامبی‌ها را به‌خاطر آموزش مینیمال آن که اجازهٔ آزمایش به بازیکن می‌دهد، ستایش کردند. به باور برخی دیگر، کل حالت ماجراجویی، آموزشی طولانی یا دست‌گرمی برای دیگر حالت‌های بازی است. خیلی از منتقدان به‌دلیل وجود حالت‌های اضافی بازی، جذابیت تکرار آن را تحسین کردند. فرانسیس گفت تا زمانی که بازیکن حالت ماجراجویی را تمام کند، «ثروت فراوان ناشی از کارهای ماتقدم آن، [به‌مراتب] بیش‌تر از ارزش سرگرمی آن است».
گیاهان دربرابر زامبی‌ها برای سبک هنری و موسیقی‌اش بسیار ستوده شد. سوزان آرنت از اسکیپیست گفت: «موسیقی عالی است، [و] هنرمندی، جذاب و ستودنی است.» بسیاری از منتقدان، گرافیک بازی گیاهان دربرابر زامبی‌ها را «قابل ستایش» نامیدند. کریس واترز از گیم‌اسپات، انیمیشن یکپارچه را تحسین کرد و توضیح داد که آنها «احساس شخصیتی عالی» دارند. همچنین توجه برخی به طنز بازی جلب شد. ارنست کاوالی از وایرد گفت که اگرچه ایدهٔ پشت گیاهان دربرابر زامبی‌ها خنده‌دار به نظر می‌رسد، «هر مرحله از بازی چیزی برای خندیدن ارائه می‌دهد». مارک سالتزمن از گیم‌زبو روش‌های طنزآمیز کشتار زامبی‌ها را در بازی پیدا کرد. ویرایشگر آی‌جی‌ان، دیمون هتفیلد، موسیقی بازی را تحسین کرد و آن را یک موسیقی متن جذاب و ارگانیک نامید که با پرشدن حیاط شما از دشمنان تندتر می‌شود. در مقابل، جان واکر، ویرایشگر راک، پیپر، شات‌گان، موسیقی متن بازی را «ناامیدکننده» خواند و اظهار داشت: «پس از وعدهٔ موزیک ویدئوی فوق‌العاده، امید وجود آهنگ‌های جذاب درون بازی حفظ نمی‌شود.»
منتقدان پورت آی‌فون گیاهان دربرابر زامبی‌ها، آن را به‌خاطر پایداری نسبت به نسخهٔ رایانه و حالت پخش سریع تحسین کردند، اما بسیاری ناراضی بودند از این که حالت‌های دیگر بازی حذف شده بود. بسیاری از منتقدان، قرار دادن حالت مینی‌گیم، حالت بقا و سطح انحصاری «باترد پاپ‌کورن» در پورت آی‌پد را ستایش کردند. پورت ایکس‌باکس ۳۶۰ به‌دلیل اضافه شدن حالت‌های انحصاری، از جمله «حالت کو-اُپ» و «حالت ورسز» مورد استقبال قرار گرفت. پورت نینتندو دی‌اس به‌خاطر چهار مینی بازی جدید و داشتن «حالت ورسز» ستوده شد اما از نظر انیمیشن و گرافیک ضعیف تلقی شد. این پورت همچنین به‌خاطر قیمت نسبتاً بالای آن، به‌دلیل استفادهٔ انحصاری صفحه نمایش بالای نینتندو دی‌اس به‌عنوان نمودار پیشرفت در سطح و نرخ فریم ناپایدار مورد انتقاد قرار گرفت. بسیاری از منتقدان نسخهٔ پلی‌استیشن ویتا را همانند نسخهٔ رایانه می‌دانند هرچند مطمئن نیستند که آیا به اندازهٔ کافی افزوده‌های قابل توجهی در این نسخه وجود دارد یا نه که بتوان آن‌ها را به افرادی که قبلاً گیاهان در برابر زامبی‌ها را بر روی پلتفرم دیگری داشتند توصیه کنند.
خالق اولتیما، ریچارد گاریوت در سال ۲۰۱۱ گفت که بازی گیاهان دربرابر زامبی‌ها، بازی موردعلاقهٔ او در تمام دوران بوده‌است.

### جایزه‌ها
گیاهان دربرابر زامبی‌ها در دسته‌های مختلفی از جمله: بهترین سال ۲۰۰۹ گیم‌اسپات، جوایز بازی‌های ویدئویی اسپایک ۲۰۰۹، سیزدهمین و چهاردهمین جوایز سالانه دستاوردهای تعاملی، دهمین دوره جوایز انتخاب توسعه‌دهندگان بازی، ششمین و هفتمین دوره جوایز بازی فرهنگستان بریتانیا نامزد شد. این بازی در بخش‌های «بازی دانلود سال» و «بازی استراتژی سال» در جوایز گلدن جوی‌استیک ۲۰۱۰، و در بخش «بهترین بازی کژوال» در هفتمین دوره جوایز بین‌المللی بازی موبایل برنده شد. الکترونیک آرتس ادعا می‌کند که گیاهان دربرابر زامبی‌ها بیش از ۳۰ جایزهٔ بهترین بازی سال را کسب کرده‌است.
| سال  | مراسم اهدای جایزه                         | رشته                         | نتیجه    | منبع    |
| ---- | ----------------------------------------- | ---------------------------- | -------- | ------- |
| ۲۰۰۹ | جوایز بازی‌های ویدئویی اسپایک ۲۰۰۹         | بهترین بازی رایانه           | نامزدشده | [ ۱۳۶ ] |
| ۲۰۰۹ | جوایز بازی‌های ویدئویی اسپایک ۲۰۰۹         | بهترین بازی قابل‌دانلود       | نامزدشده | [ ۱۳۶ ] |
| ۲۰۱۰ | سیزدهمین جوایز سالانه دستاوردهای تعاملی   | بازی کژوال سال               | نامزدشده | [ ۱۳۷ ] |
| ۲۰۱۰ | سیزدهمین جوایز سالانه دستاوردهای تعاملی   | دستاورد برجسته در طراحی بازی | نامزدشده | [ ۱۳۷ ] |
| ۲۰۱۰ | دهمین دوره جوایز انتخاب توسعه‌دهندگان بازی | بهترین طراحی بازی            | نامزدشده | [ ۱۳۹ ] |
| ۲۰۱۰ | دهمین دوره جوایز انتخاب توسعه‌دهندگان بازی | جایزه نوآوری                 | نامزدشده | [ ۱۳۹ ] |
| ۲۰۱۰ | دهمین دوره جوایز انتخاب توسعه‌دهندگان بازی | بهترین بازی قابل‌دانلود       | نامزدشده | [ ۱۳۹ ] |
| ۲۰۱۰ | ششمین دوره جوایز بازی بفتا                | استراتژی در سال ۲۰۱۰         | نامزدشده | [ ۱۴۰ ] |
| ۲۰۱۰ | جوایز گلدن جوی‌استیک ۲۰۱۰                  | بازی دانلود سال              | برنده    | [ ۱۴۲ ] |
| ۲۰۱۰ | جوایز گلدن جوی‌استیک ۲۰۱۰                  | بازی استراتژی سال            | برنده    | [ ۱۴۲ ] |
| ۲۰۱۰ | جوایز گلدن جوی‌استیک ۲۰۱۰                  | بهتریت بازی قابل حمل سال     | نامزدشده | [ ۱۴۲ ] |
| ۲۰۱۱ | هفتمین دوره جوایز بین‌المللی بازی موبایل   | بهترین بازی کژوال            | برنده    | [ ۱۴۳ ] |
| ۲۰۱۱ | هفتمین دوره جوایز بازی فرهنگستان بریتانیا | استراتژی در سال ۲۰۱۱         | نامزدشده | [ ۱۴۱ ] |
| ۲۰۱۱ | چهاردهمین جوایز سالانه دستاوردهای تعاملی  | بازی کژوال سال               | نامزدشده | [ ۱۴۵ ] |

## میراث

### اخراج جرج فن و اوکتوگدون
الکترونیک آرتس، پاپ‌کپ گیمز و دارایی‌های آن را در ۱۲ ژوئیه ۲۰۱۱ به قیمت ۷۵۰ میلیون دلار خرید. در ۲۱ اوت ۲۰۱۲، ۵۰ کارمند از استودیوی پاپ‌کپ گیمز سیاتل، بخاطر تمرکز بیشتر استودیو بر بازی‌های موبایل و بازی‌های اجتماعی اخراج شدند. پس از بیانیهٔ خالق بازی ذبح آیزاک، ادموند مک‌میلن، شایعاتی دربارهٔ اخراج فن توسط الکترونیک آرتس منتشر شد که دلیل آن، مخالفت فن با مکانیسم پرداخت به برد در بازی گیاهان دربرابر زامبی‌ها ۲ بود. فن در توییتی در سال ۲۰۱۷ تأیید کرد که از کار اخراج شده‌است و با جنبه‌های فری‌میوم بودن بازی گیاهان دربرابر زامبی‌ها ۲ مخالف است، اما این دو قضیه به هم ربطی ندارند.
سه کارمند سابق پاپ‌کپ، از جمله آلن موری که تهیه‌کنندهٔ سابق گیاهان دربرابر زامبی‌های ۲ بود، شایعهٔ اخراج فن بخاطر مخالفت‌هایش دربارهٔ بازی را رد کردند و گفتند که او در پیِ اخراج‌های سازمانی در اوت ۲۰۱۲ اخراج شد. او حتی در تیم توسعهٔ گیاهان دربرابر زامبی‌ها ۲ هم حضور نداشت. او در آن زمان روی ایده‌های دیگری از جمله بازی‌ای به‌نام فول کانتکت بینگو کار می‌کرد و زمانی که الکترونیک آرتس، گسترش بازی را به‌عنوان یک فرنچایز بزرگ آغاز کرده بود، او علاقه‌اش را نسبت به گیاهان دربرابر زامبی‌ها از دست داده بود. فن پس از اخراج شدن، در ابتدا برای مسابقهٔ لودوم دیر، روی یک بازی آرکید در ژانر اکشن-استراتژی به‌نام اوکتوگدون کار می‌کرد. ایدهٔ بازی مورد استقبال قرار گرفت و فن به همراه ورنر که هنرمند بازی گیاهان دربرابر زامبی‌ها بود و برنامه‌نویس پورت ایکس‌باکس ۳۶۰، کرت فایفر، شرکتی را بنیان گذاشت. به نقل از متاکریتیک، توسعهٔ اوکتوگدون چندین سال طول کشید و در ۸ فوریه ۲۰۱۸ منتشر شد. اوکتوگدون به‌طور کلی نقدهای مثبتی دریافت کرد.

### دنباله‌ها و اسپین‌آف‌ها
از زمانی که الکترونیک آرتس پاپ‌کپ گیمز را خرید، گیاهان دربرابر زامبی‌ها به یک فرنچایز با ژانرهای گوناگون و بازی‌های ویژهٔ کنسول تبدیل شد. ماجراهای گیاهان دربرابر زامبی‌ها یک بازی اسپین‌آف به سبک اجتماعی است که در ۲۰ مه ۲۰۱۱ برای فیس‌بوک منتشر شد و در ۱۲ اکتبر ۲۰۱۴ غیرفعال شد. دنباله‌ای به‌نام گیاهان دربرابر زامبی‌ها ۲ در ۱۴ اوت ۲۰۱۳ برای آی‌اواس منتشر شد. گیاهان دربرابر زامبی‌ها: جنگ باغ، یک بازی تیراندازی سوم شخص و چند نفره است که در ۲۵ فوریه ۲۰۱۴ برای ایکس‌باکس ۳۶۰، پلی‌استیشن ۳ و ایکس‌باکس وان عرضه شد و دنبالهٔ آن در ۲۳ فوریه ۲۰۱۶ برای پلی‌استیشن ۴ و ایکس‌باکس وان منتشر گردید. در ۱۸ اکتبر ۲۰۱۶، یک بازی در ژانر جمع‌آوری کارت دیجیتال به‌نام گیاهان دربرابر زامبی‌ها قهرمانان، به‌صورت بین‌المللی برای آی‌اواس منتشر شد. گیاهان دربرابر زامبی‌ها: نبرد برای ویلای همسایه سومین بازی تیراندازی سوم شخص از این مجموعه بود که در ۱۸ اکتبر ۲۰۱۹ برای پلی‌استیشن ۴ و ایکس‌باکس وان عرضه شد. سومین دنبالهٔ اصلی هم‌اکنون از اکتبر ۲۰۲۰ برای اندروید و آی‌اواس در حال توسعه‌است.
به نقل از متاکریتیک، تقریباً تمام دنباله‌ها و اسپین‌آف‌های گیاهان دربرابر زامبی‌ها در کل نقدهای مثبتی دریافت کردند. فن علیرغم مخالفتش با فری‌میوم‌بودن گیاهان دربرابر زامبی‌ها ۲، این مجموعه را به‌دلیل بررسی ژانرهای گوناگون، به‌ویژه ورود گیاهان دربرابر زامبی‌ها قهرمانان به ژانر بازی جمع‌آوری کارت دیجیتال ستوده‌است. او امیدوار است که الکترونیک آرتس این مجموعه را در ژانرهای بیشتری قرار دهد و در عین حال جذابیت اصلی بازی را حفظ کند.

### دیگر رسانه‌ها
زِن استودیوز و پاپ‌کپ طی توسعهٔ بازی زن پین‌بال ۲ و پین‌بال اف‌اکس ۲، یک میز پین‌بال برای محتوای قابل‌دانلود (DLC) ساختند که برپایهٔ گیاهان دربرابر زامبی‌ها بود. محتوای قابل‌دانلود در ۴ سپتامبر ۲۰۱۲ در آمریکای شمالی و ۵ سپتامبر در اروپا منتشر شد.
در ژوئیه و اوت ۲۰۱۳، دارک هورس کامیکس، شش شماره از یک مینی سریال کمیک بوک اقتباسی را در یک برنامه آی‌اواس منتشر کرد. مینی سریال «لاون‌ماگدون» نام داشت که پل توبین نویسندهٔ آن بود و ران چان آن را طراحی کرد. دارک هورس کامیکس تا دو سال دیگر شماره‌هایی از آن را منتشر کرد. در سال ۲۰۱۵، دارک هورس کامیکس انتشار ماهانهٔ سری کمیک را به‌صورت دیجیتال و چاپی آغاز کرد. هر سه شماره، یک مینی سریال جداگانه تشکیل می‌دادند. نخستین مینی سریال چاپی «بالی برای تو» نام داشت.

### ارجاعات فرهنگی
به‌گفتهٔ کریس کارتر، سردبیر وبگاه دیستراکتوید گیاهان دربرابر زامبی‌ها اغلب در فرهنگ پاپ مورد اشاره قرار می‌گیرد. فن گفت که علاقه‌اش به بازی سحر و جادو: گردهمایی بخاطر کارت «گریو برامبل» است که به‌عنوان بخشی از توسعهٔ اینیستراد ساخته شد. بازسازی گیاهان دربرابر زامبی‌ها در قالب مینی‌گیم با نام «پیس‌بلوم دربرابر غول‌ها» به جهان وارکرفت: دگرگونی - سومین بازی از مجموعهٔ دنیای وارکرفت - اضافه شد و شیگی‌هارا ساخت موسیقی آن را به‌عهده گرفت. تک‌آهنگ «آدم بد» از بیلی آیلیش، از موسیقی متن گیاهان دربرابر زامبی‌ها الهام گرفته شده‌است.